# Diljá
Diljá Pétursdóttir, född 15 december 2001 i Kópavogur, är en isländsk sångerska. Hon representerade Island i Eurovision Song Contest 2023 med låten "Power", som inte gick vidare till finalen.

## Biografi
Diljá gjorde sig känd genom "Ísland Got Talent" 2015. 2020 flyttade hon till Köpenhamn där hon studerade sjukgymnastik, men varvade studierna med sånglektioner.
I januari 2023 bekräftades Diljá vara en av deltagarna i Söngvakeppnin 2023, vilket var den isländska uttagningen till Eurovision Song Contest 2023. Hon deltog i den första semifinalen, som sändes den 18 februari, med låten "Lifandi inni í mér" som gick vidare till finalen. Vid finalen den 4 mars framförde hon låten på engelska med titeln "Power". Hon vann tävlingen och blev därmed Islands representant till Eurovision Song Contest 2023 i Liverpool. Hon deltog i den andra semifinalen och placerade sig på en elfte plats med 44 poäng och gick därmed inte vidare till finalen.